# Matko Babić
Matko Babić (Zagabria, 28 luglio 1998) è un calciatore croato, attaccante del Șelimbăr.

## Caratteristiche tecniche
È un centravanti.

## Carriera
Cresciuto nelle giovanili della Lokomotiva Zagabria, ha esordito il 24 maggio 2015 in occasione del match di campionato perso 3-0 contro l'RNK Spalato.